# Erwin Vandenbergh
Erwin Vandenbergh (Ramsel,  1959. január 26. –) aranycipős, belga válogatott labdarúgó.